# Karl-Michael Krummacher
Karl-Michael Krummacher (* 8. Juni 1948 in Heidelberg) ist ein deutscher Bratschist.
Er entstammt der traditionsreichen Künstler- und Gelehrtenfamilie Krummacher. Nach dem Besuch des Heidelberger Kurfürst-Friedrich-Gymnasiums hat Krummacher an der Freiburger Musik-Hochschule studiert und ist für seine Virtuosität als Violaspieler verschiedentlich ausgezeichnet worden. Er ist Mitglied des WDR Rundfunksinfonie-Orchesters Köln.

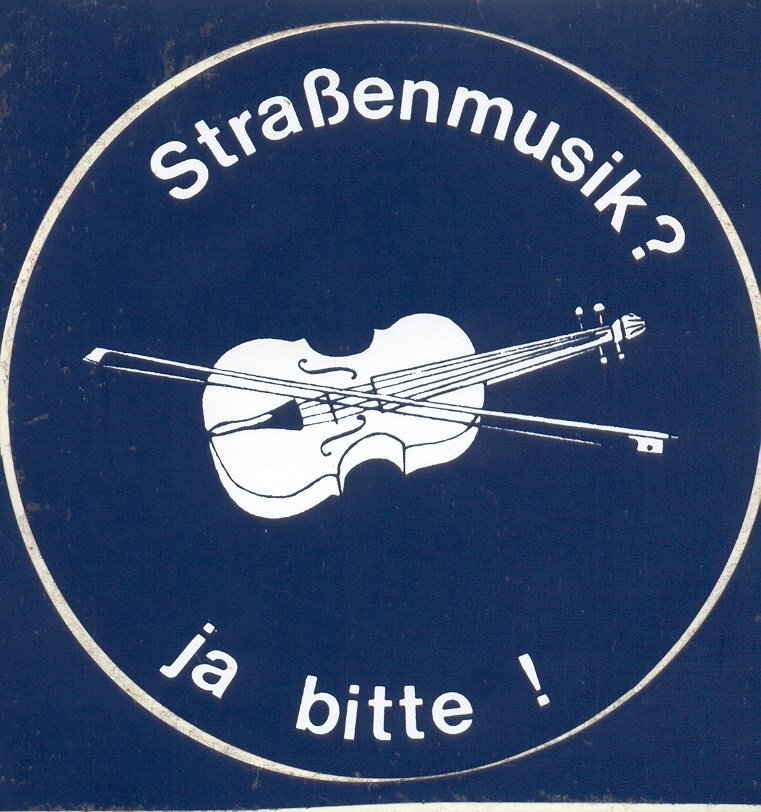
Straßenmusik-Aufkleber

In den siebziger und achtziger Jahren ist Krummacher auch inkognito als Straßenmusiker in zahlreichen Ländern Zentraleuropas mit der Violine unterwegs gewesen. Deshalb ist er mit dem literarischen Pseudonym Florian der Geiger belegt worden. Dazu haben vor allem seine mit einem blauen Violin-Sticker unterlegten Aktivitäten unter dem Motto „Straßenmusik - ja bitte“ beigetragen. Wegen der Qualität seines Violinspiels als auch wegen des harlekinesken Charakters seiner Auftritte ist er in der Gegenwartsliteratur als Prototyp des hochkultivierten Straßenmusikanten bezeichnet worden.